# Cheltenham and Gloucester Trophy 2005
Der Cheltenham and Gloucester Trophy 2005 war die 44. Austragung des nationalen List-A-Cricket-Wettbewerbes über 50 Over in England. Der Wettbewerb wurde zwischen dem 3. Mai und 3. September 2005 durch die 18 englischen First-Class-Countys, zehn Minor Counties sowie Schottland, Niederlande, Dänemark und Irland ausgetragen. Gewinner waren die Hampshire Hawks.

## Format
Die 32 Mannschaften spielten im Play-off-Modus den Sieger aus.

## Resultate

### 1. Runde
| 3. Mai Scorecard | Brøndby | Dänemark 56 (24.3)                     | – | Northamptonshire Steelbacks 59-2 (16.5) |
|                  |         | Northamptonshire gewinnt mit 8 Wickets |   |                                         |

| 3./4. Mai Scorecard | Rotterdam | Warwickshire Bears 237-5 (50)    | – | Niederlande 214 (49) |
|                     |           | Warwickshire gewinnt mit 23 Runs |   |                      |

| 3./4. Mai Scorecard | Reading | Gloucestershire Gladiators 223-4 (49.3) | – | Berkshire 138 (36.3) |
|                     |         | Gloucestershire gewinnt mit 85 Runs     |   |                      |

| 3./4. Mai Scorecard | Wormsley | Lancashire Lightening 370-4 (50)            | – | Buckinghamshire 39-2 (10.3) |
|                     |          | Lancashire gewinnt mit 51 Runs (D/L method) |   |                             |

| 3./4. Mai Scorecard | Exmouth | Essex Eagles 264-5 (50)    | – | Devon 84 (34.2) |
|                     |         | Essex gewinnt mit 180 Runs |   |                 |

| 3./4. Mai Scorecard | Belfast | Irland 201-7 (50)               | – | Yorkshire Phoenix 202-4 (47.4) |
|                     |         | Yorkshire gewinnt mit 6 Wickets |   |                                |

| 3./4. Mai Scorecard | Jesmond | Northumberland 206-8 (50)        | – | Middlesex Crusaders 210-0 (31.3) |
|                     |         | Middlesex gewinnt mit 10 Wickets |   |                                  |

| 3. Mai Scorecard | Salisbury | Kent Spitfire 160 (46.5) | – | Wiltshire 151 (49.1) |
|                  |           | Kent gewinnt mit 9 Runs  |   |                      |

| 4. Mai Scorecard | Luton | Bedfordshire 143-9 (50)      | – | Sussex Sharks 146-2 (18.3) |
|                  |       | Sussex gewinnt mit 8 Wickets |   |                            |

| 4./5. Mai Scorecard | Chester-le-Street | Durham Dynamos 234 (50)         | – | Derbyshire Phantoms 237-9 (50) |
|                     |                   | Derbyshire gewinnt mit 1 Wicket |   |                                |

| 4. Mai Scorecard | Leicester | Somerset 94 (29.1)                  | – | Leicestershire Foxes 96-7 (29) |
|                  |           | Leicestershire gewinnt mit 3 Wicket |   |                                |

| 4./5. Mai Scorecard | Edinburgh | Schottland 134 (46.5)                | – | Worcestershire Royals 138-0 (19.1) |
|                     |           | Worcestershire gewinnt mit 10 Wicket |   |                                    |

| 4. Mai Scorecard | Whitchurch | Shropshire 132 (42.5)          | – | Hampshire Hawks 133-3 (21.1) |
|                  |            | Hampshire gewinnt mit 7 Wicket |   |                              |

| 4. Mai Scorecard | Bury St Edmunds | Glamorgan Dragons 320-5 (50)   | – | Suffolk 177-8 (50) |
|                  |                 | Glamorgan gewinnt mit 143 Runs |   |                    |

| 4. Mai Scorecard | Swansea | Wales Minor Counties 119 (34.5)       | – | Nottingham Outlaws 121-4 (26.2) |
|                  |         | Nottinghamshire gewinnt mit 6 Wickets |   |                                 |

### 2. Runde
| 17. Mai Scorecard | Derby | Kent Spitfire 257-4 (50)  | – | Derbyshire Phantoms 130 (42.5) |
|                   |       | Kent gewinnt mit 127 Runs |   |                                |

| 17. Mai Scorecard | Cardiff | Glamorgan Dragons 214 (48.4)    | – | Hampshire Hawks 219-4 (39.1) |
|                   |         | Hampshire gewinnt mit 6 Wickets |   |                              |

| 17. Mai Scorecard | Bristol | Gloucestershire Gladiators 230-8 (50) | – | Surrey Brown Caps 232-7 (49.3) |
|                   |         | Surrey gewinnt mit 3 Wickets          |   |                                |

| 17. Mai Scorecard | Manchester | Essex Eagles 195-9 (50)          | – | Lancashire Lightning 194-4 (44) |
|                   |            | Lancashire gewinnt mit 6 Wickets |   |                                 |

| 17. Mai Scorecard | London (Lord’s) | Northamptonshire Steelbacks 238 (50) | – | Middlesex Crusaders 219 (49.3) |
|                   |                 | Northamptonshire gewinnt mit 19 Runs |   |                                |

| 17. Mai Scorecard | Birmingham | Warwickshire Bears 235-9 (50)    | – | Leicestershire Foxes 152 (43.3) |
|                   |            | Warwickshire gewinnt mit 83 Runs |   |                                 |

| 17. Mai Scorecard | Leeds | Yorkshire Phoenix 241-9 (50)  | – | Leicestershire Foxes 227-8 (50) |
|                   |       | Yorkshire gewinnt mit 14 Runs |   |                                 |

| 18. Mai Scorecard | Hove | Nottinghamshire Outlaws 195-9 (50) | – | Sussex Sharks 197-6 (47) |
|                   |      | Sussex gewinnt mit 4 Wickets       |   |                          |

### Viertelfinale
| 15. Juli Scorecard | Manchester | Lancashire Lighting 249-8 (50) | – | Sussex Sharks 214-8 (47) |
|                    |            | Lancashire gewinnt mit 35 Runs |   |                          |

| 15. Juli Scorecard | London (The Oval) | Surrey Brown Caps 356-6 (50)    | – | Hampshire Hawks 359-8 (47.5) |
|                    |                   | Hampshire gewinnt mit 2 Wickets |   |                              |

| 15. Juli Scorecard | London (The Oval) | Kent Spitfire 259-6 (50)           | – | Warwickshire Bears 261-5 (46.1) |
|                    |                   | Warwickshire gewinnt mit 5 Wickets |   |                                 |

| 16. Juli Scorecard | Leeds | Yorkshire Phoenix 270 (50)    | – | Northamptonshire Steelbacks 237 (48.1) |
|                    |       | Yorkshire gewinnt mit 33 Runs |   |                                        |

### Halbfinale
| 20. August Scorecard | Leeds | Yorkshire Phoenix 197-9 (50)    | – | Hampshire Hawks 199-2 (39.9) |
|                      |       | Hampshire gewinnt mit 8 Wickets |   |                              |

| 20. August Scorecard | Leeds | Warwickshire Bears 236-7 (50)    | – | Lancashire Lightning 137 (38) |
|                      |       | Warwickshire gewinnt mit 99 Runs |   |                               |

### Finale
| 3. September Scorecard | London (Lord’s) | Hampshire Hawks 290 (50)      | – | Warwickshire Bears 272 (49.2) |
|                        |                 | Hampshire gewinnt mit 18 Runs |   |                               |